# Pri Cerkvi - Struge
Pri Cerkvi - Struge so naselje v Občini Dobrepolje v Struški dolini. Sredi naselja stoji cerkev svetega Avguština, v bližini se nahajajo še Podružnična osnovna šola Struge, pošta 1313 in gasilsko društvo. 

## Ime
Ime naselja Pri Cerkvi - Struge je z jezikoslovnega vidika sporno iz dveh razlogov. Prvič nestični vezaj nakazuje na dvojno ime kraja kot npr. Šmarje - Sap, vendar pa za to ne gre, saj drugi del imena – Struge – ni drugo ime, temveč nepravilen desni prilastek kraja Pri Cerkvi, ki se nahaja v Struški dolini oz. Strugah. Pojavljajo se tudi težave s sklanjanjem imena. Napačno ime kraja lahko v pravopisno ustrezno ime preimenuje občina.
Skupaj z devetimi bližnjimi vasmi tvorijo zaokroženo celoto: 
- Lipa,
- Paka,
- Tržič,
- Četež,
- Rapljevo,
- Podtabor,
- Potiskavec,
- Kolenča vas in
- Tisovec.